# 笠郷村
笠郷村（かさごうむら）は、かつて岐阜県養老郡に存在した村である。
現在の養老郡養老町の北東部であり、牧田川沿いの村である。
村名はかつてのこの地域の郷の名、笠郷に由来する。

## 歴史
- 江戸時代末期、この地域は美濃国多芸郡であり、今尾藩領などであった。
- 1897年（明治30年）4月1日[1] - 郡制に基づき多芸郡の一部と上石津郡が合併し、養老郡となる。
- 1897年（明治30年）4月1日 - 上ノ郷村、下笠村、船着村、栗笠村が合併し発足。
  - 8月27日 - 旧船着村域は大字船着であったが、大字船附と大野に分割。
- 1954年（昭和29年）11月3日 - 高田町、養老村、広幡村、上多度村、池辺村、小畑村、多芸村、日吉村、合原村の一部と合併し養老町が発足。同日笠郷村廃止。

## 小字
- 大字上ノ郷
  - 戸池、川田、大具戸、蓮池、乙ヶ池、淳、砂盛、井戸池、川原毛、台丁具戸、流、乙堀、畑屋、池田
- 大字下笠
  - 和田ノ崎、除内、山ノ内、細池、東真曽根、三畝丁田、中反、三ツ屋、上市場、下市場、懐、構、川東、中島、中村、中島前、西江下、湯口、除下、五町田、東江下、中沼、諏訪ノ木、目暮
- 大字船附
  - 南川並、北米野、南米野、元屋敷、五反田、中起、角田江東、六羽野、県木道西、県木道東、角田江西、茶木原、杁下江西、杁下江東、杁下新堀、十人割、大苗代、東井戸池、西井戸池南ノ切、東井戸池北ノ切、村内北ノ割、村内南ノ割、村内西ノ割、寺屋敷、東深池、西深池、宮辺、南小川、西小川、東小川、北小川道東、北小川道西、釜池、鱒池江西、鱒池江東、栗笠東、西川並杁西、西川並中道東、西川並中道北、西川並中道南、神成田道東、神成田道西、神成田道南、乙堀、上田、西沼堀東、西沼堀西、除外、名古屋地、名古屋地新堀、中沼堀東、中沼堀西、外沼、大流、面引場、七反長、富古場、中代道東、中代道西、十二石、弥蔵ハッカ、大割田、小曲輪、勘右エ門田、東沼堀東、東沼堀西、仁右エ門道西、仁右エ門道東、東川並
- 大字大野
  - 畔江田、北川並、平池、出口、村内、中川並、横代、大勢町、馬道、南川並、南長島、南横代、二ツ杁、福束田、船附境、六左田、
- 大字栗笠
  - 内草場、五島新田、村内、村前、仲田、井戸池

## 学校
- 笠郷村立笠郷小学校（現・養老町立笠郷小学校）
- 笠郷村立笠郷中学校（1980年に統合され、現・養老町立東部中学校）